# Ramas tímicas (arteria torácica interna)
Las arterias tímicas ([TA]: rami thymici arteriae thoracicae internae) son arterias que se originan como ramos posteriores de la arteria mamaria interna. No presentan ramas.

## Distribución
Se distribuyen hacia el timo.